# Госьцерадув (гмина)
Госьцера́дув (пол. Gościeradów) — сельская гмина (волость) в Польше, входит как административная единица в Красницкий повет, Люблинское воеводство. Население — 7411 человек (на 2004 год).

## Сельские округа
1. Александрув
2. Госьцерадув
3. Госьцерадув-Фольварк
4. Госьцерадув-Колёнья
5. Госьцерадув-Плебаньски
6. Ксенжомеж
7. Ксенжомеж-Госьцерадовска
8. Ксенжомеж-Косьцельна
9. Ксенжомеж-Колёнья
10. Лисник-Дужи
11. Лисник-Дужи-Колёнья
12. Ланы
13. Марынополе
14. Мнишек
15. Салёмин
16. Суходолы
17. Щецин
18. Вулька-Щецка
19. Ксенжомеж-Осада
20. Вулька-Госьцерадовска

## Соседние гмины
1. Гмина Аннополь
2. Гмина Дзежковице
3. Гмина Радомысль-над-Санем
4. Гмина Тшидник-Дужи
5. Гмина Закликув